# Away from the Sun
Away from the Sun – другий студійний альбом американського гурту 3 Doors Down. Виданий 12 листопада 2002 року на Universal Records.

## Альбом
У роботі над новою платівкою 3 Doors Down взяв участь відомий гітарист Алекс Лайфсон, який разом з гуртом підготував три треки "Dead Love", "Wasted Me" і "Dangerous game". Але врешті-решт до альбому потрапила лише остання композиція. Барабанні партії виконує новий учасник гурту, канадець Даніель Адаір, який бере активну участь не тільки в записі альбому, але й у подальших гастролях.
Альбом містить у собі 4 сингли: «When I'm Gone», «The Road I'm On», «Here Without You», and «Away from the Sun». Всі сингли з альбому досягнули вершин різних чартів, тому згодом композиції «When I'm Gone» та «Away from the Sun» були сертифіковані як золоті, а сингл «Here Without You» отримав статус платинового. 
Альбом був проданий тиражем у 4 мільйони примірників по всьому світу, в тому числі понад 3 мільйони копій було продано тільки в США. Тому платівка була сертифікована 4 рази платиновою у США. Також сатус платинового альбом здобув в таких країнах як, Австралія та Канада.

## Список пісень
Автор музики і слів 3 Doors Down. 
| Away from the Sun | Away from the Sun                                              | Away from the Sun |
| #                 | Назва                                                          | Тривалість        |
| ----------------- | -------------------------------------------------------------- | ----------------- |
| 1.                | «When I'm Gone»                                                | 4:20              |
| 2.                | «Away from the Sun»                                            | 3:51              |
| 3.                | «The Road I'm On»                                              | 3:59              |
| 4.                | «Ticket to Heaven»                                             | 3:27              |
| 5.                | «Running Out of Days»                                          | 3:31              |
| 6.                | «Here Without You»                                             | 3:57              |
| 7.                | «I Feel You»                                                   | 4:07              |
| 8.                | «Dangerous Game»                                               | 3:36              |
| 9.                | «Changes»                                                      | 3:56              |
| 10.               | «Going Down in Flames»                                         | 3:28              |
| 11.               | «Sarah Yellin»                                                 | 3:17              |
| 12.               | «Pop Song» (пісня для британського видання)                    | 3:12              |
| 13.               | «Kryptonite» (пісня для британського видання)                  | 3:54              |
| 14.               | «This Time» (схований трек - починається після 29 секунд тиші) | 5:18              |
| 46:57             |                                                                |                   |

## Цікаві факти
- Пісня «When I'm Gone» присвячена всім американським миротворцям, які служать в і'мя миру за межами Батьківщини. До речі,ця композиція має дві версії музичного відео.